# العلاقات السودانية الصينية
العلاقات السودانية الصينية، هي العلاقات الثنائية بين الصين والسودان. وتعتبر الصين أكبر شريك تجاري للسودان. تستودر الصين من السودان النفط وتستورد السودان من الصين منتجات منخفضة الأسعار مثل الأسلحة. ويمتع البلدان بعلاقات قوية في المجال الدبلوماسي، التجارة الاقتصادية، الاستراتيجيات السياسية. تأسست العلاقات الدبلوماسية بين البلدين في 4 يناير 1959 وتوثقت بقوة بعدا أصبحتا حليفتين على الصعيد العالمي.
وتعتبر الصين أكبر مستثمر أجنبى في السودان، كما أن استثماراتها هناك هي الأكبر على صعيد أفريقيا، فيما يحتل السودان المركز الثالث على صعيد القارة الأفريقية كأكبر شريك تجارى للصين بعد أنگولا وجنوب أفريقيا. وتعتمد الصين على السودان، كسادس أكبر مصدر للنفط، وتحرص بشده على بناء علاقات مع قادة الجنوب.

## نزاع دارفور
انتقدت منظمات حقوق الإنسان الصين لعلاقتها الداعمة لحكومة السودان، واتهمتها بتسليح المليشيات القبلية في نزاع دارفور. وتعتبر الصين أكبر شريك اقتصادي للسودان، بحصة 40% من المنتجات النفطية السودانية. وتبيع الصين للسودان الأسلحة الخفيفة، لكن منذ 2005، فرضت الأمم المتحدة حظرا للأسلحة على الحكومة السودانية بسبب حرب دارفور. في يوليو 2008، زعم تقرير صحفي للبي بي سي انتهاك الصين حظر تجارة السلاح مع السودان. أفاد معهد ستوكهولم الدولي لأبحاث السلام أن نسبة 8% فقط من أسلحة السودان صينية الصنع وأن الأسلحة الروسية تمثل نسبة الأغلبية في الأسلحة السودان. تعتبر روسيا هي المورد الرئيسي للأسلحة في السودان.

## ما بعد انفصال جنوب السودان
بعد انفصال جنوب السودان ورفع العقوبات على السودان، طرحت مناقصة لبناء مطار دولي في الخرطوم وفازت شركة صينية بعقد بعقد قيمته 900 مليون يورو (21ر1 مليار دولار أمريكى)، لبناء المطار الدولي الجديد. وذكرت الإدارة الصينية لمراقبة الشركات المملوكة للدولة أن شركة تابعة للشركة الصينية للإنشاء والاتصالات، ستبنى ممر هبوط يمكنه استقبال طائرات إيرباص إيه 380 العملاقة ومبنى للركاب وحظيرة للطائرات وبرجا للمراقبة ومنشآت أخرى.
وقال البيان، بعد اكتمال هذا المشروع سيتعزز بدرجة كبيرة الطابع الدولي للعاصمة السودانية الخرطوم، كما سيزيد من تأثير الشركة الصينية للإنشاء والاتصالات على السوق السودانية، علما بأن للشركة وحدة في هونغ كونغ تقوم بتنفيذ مشروعات للبنية التحتية في شتى أنحاء العالم.